# Winchester Model 1886

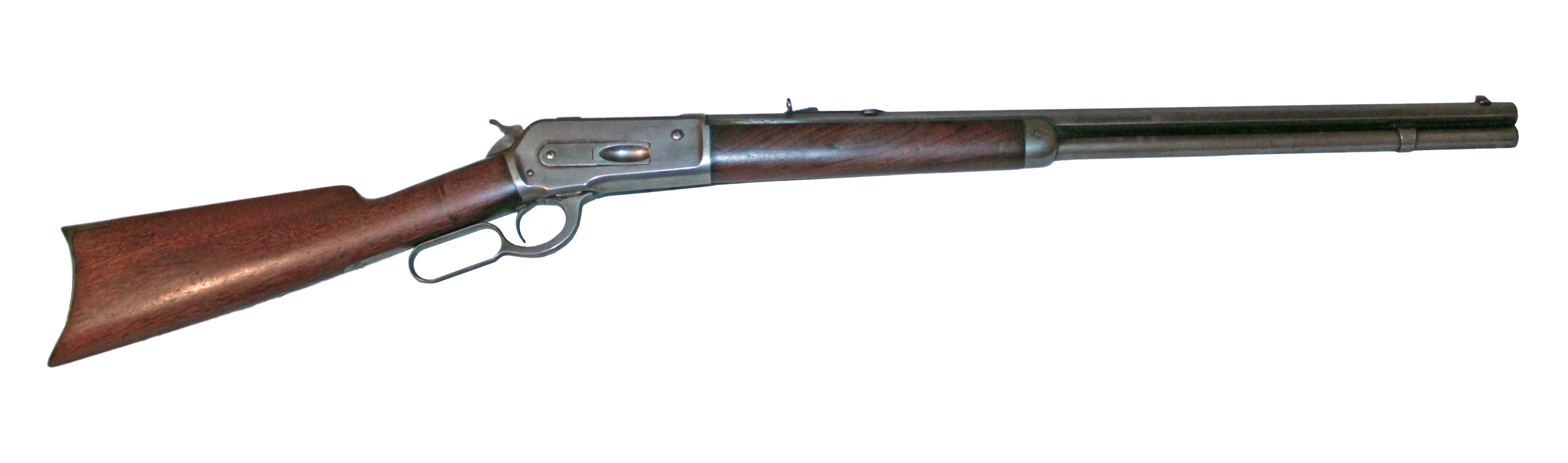
Um Winchester Model 1886.

O Winchester Model 1886 é um rifle de repetição por ação de alavanca projetado por John Browning para atender alguns dos mais potentes cartuchos do período. Originalmente lançado para os calibres .45-70, .45-90 WCF e .40-82 WCF, ele foi oferecido mais tarde em cerca de mais seis calibres, incluindo o .50-110 Winchester.
Apesar de ter sido projetado originalmente para ser usado com pólvora negra, ele era forte o suficiente para usar pólvora sem fumaça, com poucas modificações, foi adaptado para o cartucho .33 WCF (pólvora sem fumaça), em 1903.